# Erich Baron
Pour les articles homonymes, voir Baron.
Erich Baron (né le 20 juillet 1881 à Berlin, mort le 26 avril 1933 dans la même ville) est un journaliste allemand, militant communiste, résistant au nazisme.

## Biographie
Erich Baron naît le 20 juillet 1881 à Berlin dans une famille juive aisée,.
Il étudie le droit de 1900 à 1904 à l'université de Berlin, puis s'oriente vers une carrière journalistique.
Membre du Parti social-démocrate d'Allemagne (SPD), il devient, en 1907, rédacteur du journal Brandenburger Zeitung. De 1910 à 1919, il est conseiller municipal de Brandebourg-sur-la-Havel ; il représente l'aile gauche du SPD, à l'instar de Karl Liebknecht.
Il est envoyé sur le front en 1916 et revient blessé dans le Brandebourg en 1918. Pendant la guerre, il s'inscrit au Parti social-démocrate indépendant d'Allemagne (USPD). En novembre 1918, il est l'un des trois présidents du conseil central d'ouvriers et de soldats et début 1919. il s'installe avec sa femme et sa fille à Berlin où il travaille comme rédacteur du journal de l'USPD, Freiheit. Au printemps 1921, Erich Baron est rédacteur au service de presse du Parti communiste d'Allemagne (KPD) auquel il a adhéré,.
En février 1924, il est secrétaire général de la Société des Amis de la nouvelle Russie et l'éditeur et rédacteur en chef du périodique de la Société, Das neue Rußland, qui paraît jusqu'en 1932.
Erich Baron est arrêté par des membres de la Sturmabteilung chez lui dans le quartier de Pankow dans la nuit de l'incendie du Reichstag en février 1933. Il se suicide, après avoir subi de terribles tortures : il est retrouvé pendu dans la cellule de sa prison.

## Hommages

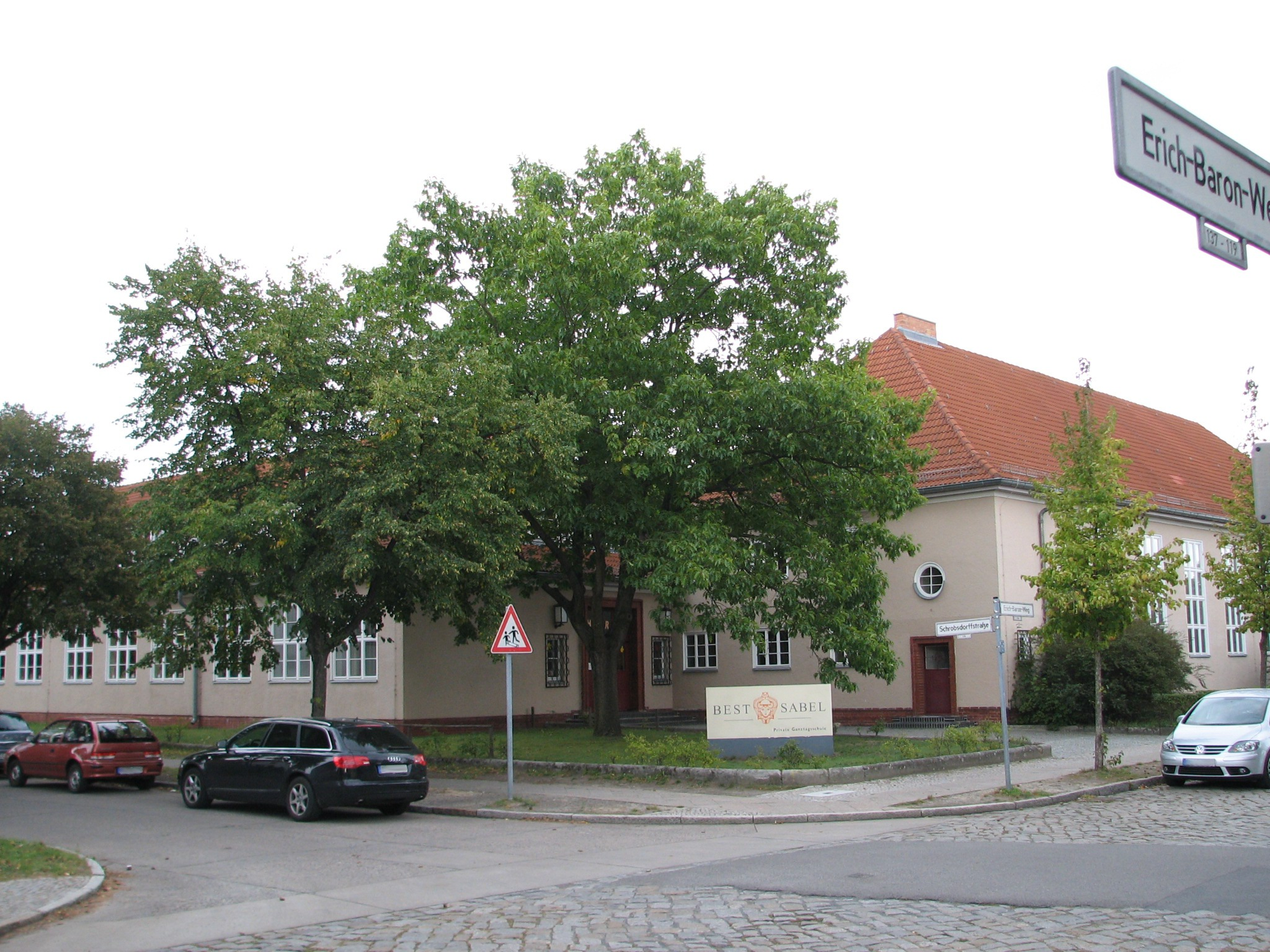
Une école primaire dans la rue Erich-Baron de Berlin-Mahlsdorf.

Une voie de Berlin-Mahlsdorf porte son nom depuis le 24 mai 1951.
Un timbre postal à son effigie a été édité par la République démocratique allemande en 1981.
En 2005, une plaque commémorative est apposée devant la maison située au 22 Kavalierstrasse où il habitait avec sa famille. Cette plaque remplace celle qui existait depuis 1981 et avait été enlevée par des inconnus en 1991-1992.